# Bombina maxima
Bombina maxima é uma espécie de anfíbio da família Bombinatoridae pertencente à ordem anura. Este anfíbio habita em Sichuan, Yunnan e Guizhou na China.  Seu habitat natural são os pântanos de água doce, marismas intermitentes de nascentes de água doce, terras aráveis, canais e valas.
É considerada a maior das espécimes de bombinas existentes, possui em média 7,5 cm de comprimenot.

## Ligaçôes externas
- «Bombinas: Arca de Noé»
- «Bombinatoridae: Wapedia»